# Cestrum euanthes
Cestrum euanthes är en potatisväxtart som beskrevs av Diederich Franz Leonhard von Schlechtendal. Cestrum euanthes ingår i släktet Cestrum och familjen potatisväxter. Inga underarter finns listade i Catalogue of Life.